# Giovanni Lomellino
Angelo Giovanni Lomellino est le dernier podestat de Pera entre 1452 et 1453. 
La ville de Pera est une colonie génoise installée sur la rive nord de la Corne d'Or en face de Constantinople. C'est au moment de la prise de cette dernière par les troupes ottomanes menées par Mehmed II que Giovanni Lomellino est podestat.

## Biographie
Conformément aux ordres reçus de Gênes, Giovanni Lomellino maintient une neutralité prudente envers les Ottomans tout en n'empêchant pas bon nombre d'habitants de participer à la défense de Constantinople. Il permet aussi aux Byzantins d'accrocher la chaîne barrant la Corne d'Or aux murailles de Pera. 
Toutefois, la ville est aussi un nid d'espions et Giovanni Lomellino a été accusé d'avoir envoyé un habitant de Pera prévenir Mehmed II de l'attaque surprise prévue par les Byzantins pour détruire la flotte ottomane hâlée dans la Corne d'Or. 
Cette confusion est amplifiée par l'amalgame qui a été fait entre Angelo Zaccaria (le traître en question) et Angelo Giovanni Lomellino du fait de leur prénom commun.
Toutefois, il semble que cette accusation soit dénuée de fondement. En effet, dans une lettre que Giovanni Lomellino envoie le 23 juin 1453 à Gênes après la prise de Constantinople, il exprime un profond désarroi. Celui-ci est d'autant plus justifié qu'au lendemain de la chute de Constantinople, Mehmed II s'intéresse rapidement à Pera. 
Dès le 29 mai, le jour de la prise de la capitale byzantine, Lomellino envoie une ambassade chargée de cadeaux et des clefs de la ville à Mehmed. Il veut à tout prix éviter un pillage en règle de la colonie génoise. Le même jour, Mehmed envoie Zaganos Pacha à Pera où celui-ci proclame la souveraineté de Mehmed sur la cité génoise. Toutefois, des habitants s'enfuient de la cité en profitant de la nuit. Mehmed est particulièrement irrité par ce geste et rappelle que des habitants de Pera ayant participé à la défense de la ville, il pourrait considérer celle-ci comme ennemie. Cependant, les ambassadeurs de la ville parviennent à assurer la sécurité des habitants et de leurs biens.
À cette date, il semble que Giovanni Lomellino a déjà quitté son poste de podestat. Selon ses écrits, il a démissionné de lui-même, toutefois, Laonicos Chalcondyle affirme que le sultan a envoyé un gouverneur remplacer le podestat dès le 29 mai. Quoi qu'il en soit, la proclamation de la souveraineté ottomane a mis fin de facto au mandat de Lomellino. Ce dernier reste encore à Pera, devenue une simple cité ottomane, jusqu'en septembre 1453 avant de revenir à Gênes. 
La lettre du 23 juin 1453 de Giovanni Lomellino, intitulée Epistula de Constantinopoleos Excidio, faisant part aux autorités génoises des évènements de Constantinople est une source souvent utilisée par les historiens dans l'étude de la chute de Constantinople.

## Sources
- Wilhelm Heyd, Histoire du commerce du Levant au Moyen Âge, Kessinger Publishing, 2010 (1re éd. 1936)
- (en) Marios Philippides et Walter K. Hanak, The Siege and the Fall of Constantinople in 1453 : Historiography, Topography, and Military Studies, Farnham/Burlington (Vt.), Ashgate, 2011, 759 p. (ISBN 978-1-4094-1064-5, lire en ligne)

.